# Elaphoglossum rapense
Elaphoglossum rapense är en träjonväxtart som beskrevs av Edwin Bingham Copeland. Elaphoglossum rapense ingår i släktet Elaphoglossum och familjen Dryopteridaceae. Inga underarter finns listade.